# Quận Ingham, Michigan
Quận Ingham một quận thuộc tiểu bang Michigan, Hoa Kỳ. Quận lỵ đóng ở Mason6. Theo điều tra dân số năm 2000 của Cục điều tra dân số Hoa Kỳ năm 2000, quận có dân số 279.320 người. Lansing, thủ phủ bang Michigan, nằm ở quận này. Quận có Đại học Tiểu bang Michigan, Cao đẳng cộng đồng Lansing. Quận Ingham được lập ngày 29/10/1829 từ một phần quận Shiawassee, quận Washtenaw. Quận được đặt tên theo Samuel D. Ingham, Bộ trưởng ngân khố dưới thời tổng thống Andrew Jackson.

## Địa lý
Theo Cục điều tra dân số Hoa Kỳ, quận có diện tích 1453 km2, trong đó có 5 km2 là diện tích mặt nước.